# Absam
Absam est une commune du district d'Innsbruck-Land, au Tyrol (Autriche), située au nord-est d'Innsbruck. La commune appartient au groupe MARTHA-Dörfer (Mühlau, Arzl, Rum, Thaur et Absam). Le nom de la commune est apparu pour la première fois (connue) en 995, dans les livres du diocèse de Brixen.

## Personnages célèbres
- Franz Fischler, ancien commissaire de l'Union européenne, politicien, ministre.
- Jakobus Stainer, créateur de violons.
- Ernst Vettori, ancien champion olympique autrichien (en 1992) en saut à ski.
- Andreas Felder, ancien champion olympique autrichien en saut à ski, il a été champion du monde dans cette discipline.
- Max Weiler, peintre autrichien.
- Christoph Bieler, ancien champion olympique autrichien (en 2006) en combiné nordique.
- Andreas Linger, lugeur autrichien, champion olympique en 2006.
- Wolfgang Linger, lugeur autrichien, champion olympique en 2006, frère du précédent.